# Khu vực tư nhân
Khu vực tư nhân là một phần của nền kinh tế, đôi khi được gọi là khu vực công dân, mà thuộc sở hữu của các cá nhân hoặc nhóm tư nhân, thường là một phương tiện của doanh nghiệp vì lợi nhuận, thay vì thuộc sở hữu của nhà nước.

## Việc làm
Khu vực tư nhân sử dụng hầu hết lực lượng lao động ở một số quốc gia. Trong khu vực tư nhân, các hoạt động được hướng dẫn bởi động cơ kiếm tiền.
Một nghiên cứu năm 2013 của Tập đoàn Tài chính Quốc tế (một phần của Nhóm Ngân hàng Thế giới) đã xác định rằng 90 phần trăm việc làm ở các nước đang phát triển thuộc về khu vực tư nhân.

## Đa dạng hóa
Ở các nước doanh nghiệp tự do, chẳng hạn như Hợp chúng quốc Hoa Kỳ, khu vực tư nhân rộng hơn và nhà nước đặt ít ràng buộc hơn đối với các công ty. Ở các nước có nhiều cơ quan chính phủ, như Trung Quốc, khu vực công chiếm phần lớn nền kinh tế.

## Quy định
Nhà nước ban hành quy định cho khu vực tư nhân. Các doanh nghiệp hoạt động trong một quốc gia phải tuân thủ luật pháp tại quốc gia đó.
Trong một số trường hợp, thường liên quan đến các tập đoàn đa quốc gia có thể chọn và chọn nhà cung cấp và địa điểm của họ dựa trên nhận thức của họ về môi trường pháp lý, các quy định của nhà nước địa phương đã dẫn đến thực tiễn không đồng đều trong một công ty. Ví dụ, công nhân ở một quốc gia có thể được hưởng lợi từ các công đoàn lao động mạnh mẽ, trong khi công nhân ở một quốc gia khác có luật rất yếu hỗ trợ các công đoàn lao động, mặc dù họ làm việc cho cùng một chủ nhân. Trong một số trường hợp, các ngành công nghiệp và doanh nghiệp cá nhân chọn cách tự điều chỉnh bằng cách áp dụng các tiêu chuẩn cao hơn để giao dịch với công nhân, khách hàng hoặc môi trường của họ so với mức tối thiểu được yêu cầu về mặt pháp lý của họ.
Có thể có những tác động tiêu cực từ khu vực tư nhân. Đầu những năm 1980, Tập đoàn Correction của Mỹ đã đi tiên phong trong ý tưởng điều hành các nhà tù để kiếm lợi nhuận. Ngày nay, các nhà tù do công ty điều hành nắm giữ tám phần trăm tù nhân của nước Mỹ. Vì nó là từ khu vực tư nhân, ưu tiên chính của họ không phải là phục hồi, mà là lợi nhuận. Điều này đã dẫn đến nhiều vi phạm nhân quyền trên khắp Hoa Kỳ.